# Iovis epulum
Iovis epulum (lateinisch für „Mahl des Jupiter“) war ein  Fest zu Ehren Jupiters während der Ludi plebeii, an den Iden des November, dem 13. November. Dieses Epulum wurde von den plebejischen Ädilen ausgerichtet.
Während der Kaiserzeit ist auch ein Fest während der Ludi Romani am 13. September, den Iden des September, belegt.
Das Mahl, an dem sämtliche römische Senatoren beteiligt waren, fand im Tempel des Iuppiter Capitolinus statt und wurde vom Kollegium der septemviri epulonum ausgerichtet. Der 13. September ist auch der Stiftungstag dieses Tempels. An dem Mahl, das in historischer Zeit in Form eines Lectisterniums stattfand, waren neben Jupiter auch Juno und Minerva, die beiden anderen Gottheiten der Kapitolinischen Trias, beteiligt. Die Statuen der Gottheiten wurden dabei auf kostbare Kissen gebettet und ihnen wurde das Mahl symbolisch geopfert.
Ein Ausfallen der Feier galt als Ausdruck der Zerrissenheit oder Handlungsunfähigkeit des Senats.